# 地域戦隊カッセイカマン
地域戦隊カッセイカマン（ちいきせんたいカッセイカマン）は、長野県下條村のローカルヒーローとして悪の組織フキョーダと戦い、地域の景気と元気を守り、地域を活性化させる3人組のヒーロー。

## 概要
カッセイカマンは、3人のヒーロー「ダイコンレッド」「オオグテブルー」「コスモスピンク」が作る戦隊が、地域の衰退をもたらす悪の結社「フキョーダ」を倒すという設定で作られたローカルヒーロー。
下條村商工会職員が個人的に1994年から温め練られた構想を2003年に自らの衣装、作詞作成という形でカッセイカマンは徐々に形作られた。メンバーを集め、主題歌を作り、地元を中心に活動を始める。地元メディアに出演し、だんだんと活動の幅を広げた。ヒーローによる地域おこしとして全国放送のテレビにもたびたび出演し、全国のヒーローとの交流も多くなった。おもに道の駅信濃路下條を中心に活動。
毎年3月に行われる同村の道の駅「道の駅信濃路下條」のお客様感謝デーイベント内では、カッセイカマンが交流する全国のローカルヒーローが選抜で出場するローカルヒーロー大会「ローカルヒーロー大○○！」（○○の部分は毎年変わる）を開催しているが、年を追うごとに来場者数が増えて村を代表するイベントとなっている。
2013年2月にはカッセイカマンの創世記から現在までが綴られたドキュメンタリー本「翔べ！カッセイカマン」（山口真一著 ほおずき書籍刊）が発行された。同書は長野県内の有力書店チェーン平安堂の各店舗を中心に販売され、地方出版物としては異例の売上数を示している。
なお、ダイコンレッドのダイコンは地元特産品「おやだ辛味大根」、オオグテブルーのオオグテは村の人造湖「おおぐて湖」、コスモスピンクのコスモスは村花「秋桜（こすもす）」にそれぞれ由来している。
現在、カッセイカマンドラマがYouTubeにて公開中。

## マスコミ登場歴
- NHK総合（2005年6月27日）『お元気ですか日本列島』いきいき中継コーナー出演
- NHK長野（2005年2月10日）『NHKニュースおはよう日本』（関東版）にてショウ製作風景など紹介
- メ〜テレ（2004年12月25日）深夜『メーテレ大忘年会2004』出演
- フジテレビ（2004年12月13日）『お台場明石城』出演
- 中京テレビ（2004年10月11日）『WAKU★WAKUスペシャル 町に元気がやってきた!日本全国まちおこし奮闘記』
- TBS（2004年9月18日）『ブロードキャスター』ローカルヒーロー特集
- NHK-BS（2004年7月22日ほか）『BSファンクラブ』ローカルヒーロー愛集合
- よみうりテレビ（2004年6月19日）『ウェークアップ!』ローカルヒーロー特集
- テレビ東京『ニッポンの突破宣言』
- 日本テレビ『ザ!情報ツウ』ローカルヒーロー大集合紹介（同村出身の峰竜太司会）
- フジテレビ『退屈貴族〜ノーリアクションの宴〜』総集編
- TBS『アッコにおまかせ!』（同じく峰司会）
- 日本テレビ『ザ!情報ツウ』峰竜太里帰り映像
- 名古屋テレビ『メーテレワイド スーパーJチャンネル「齋藤ノススメ」』
- テレビ東京『ウラ関根TV』ローカルヒーロー特集第二弾（2003年）
- 関西テレビ『鶴瓶&なるみのほんまか』
- 名古屋テレビ『メ〜テレワイドサンダー5 ウド鈴木の「旅してゴメン」』
- テレビ信州『ゆうがたGet!』

ほか多数